# BAP Carrasco

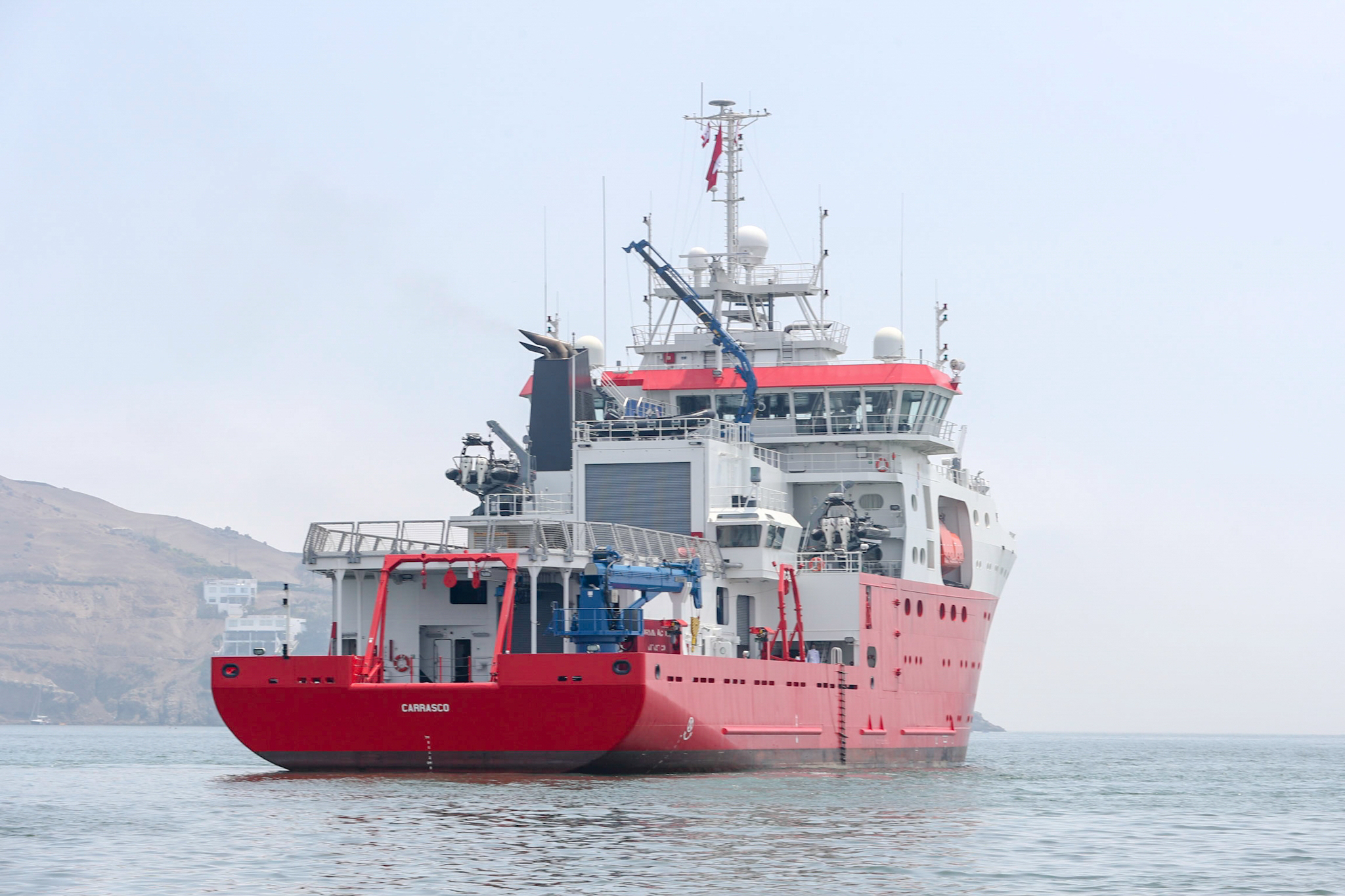
Carrasco på väg till hemmahamnen Callao

BAP Carrasco är ett peruanskt forsknings- och polarfartyg inom Perus flotta, som byggdes 2016 på Construcciones Navales Paulino Freire i Vigo i Spanien.
BAP Carrasco beställdes av peruanska staten för att främja landets oceanforskning samt dess polarforskning, bland annat vid landets antarktiska forskningsstation Base Machu Picchu.
Perus flotta tecknade kontrakt med det spanska varvet i december 2014. Fartyget levererades i mars 2017 och togs i tjänst för den peruanska flottans myndighet för hydrogeografi och navigation i maj 2017. Hon fick sitt namn efter Eduardo Carrasco Toro (1779–1865), som var professor i matematik vid Universidad Nacional Mayor de San Marcos i Lima och 1839 utnämndes till "Cosmógrafo Mayor del Virreinato del Perú", chefskartograf i Vicekungadömet Peru. 
BAP Carrasco gjorde sin första seglats till Antarktis i december 2017 på en expedition som varade 90 dagar, och vid vilken hon också fraktade försörjningsgods till Base Machu Picchu.

## Bildgalleri

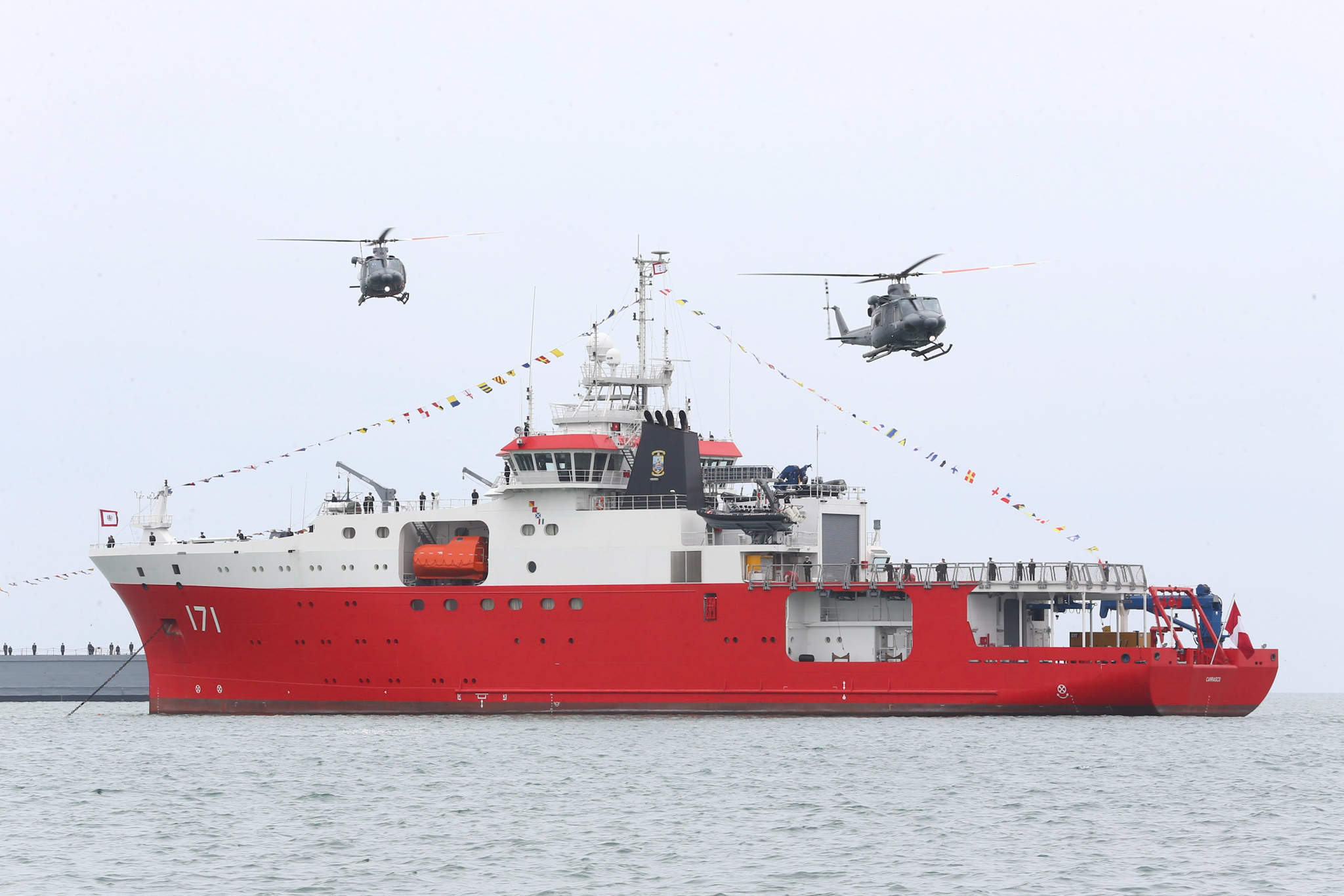
Carrasco i havet utanför Callao
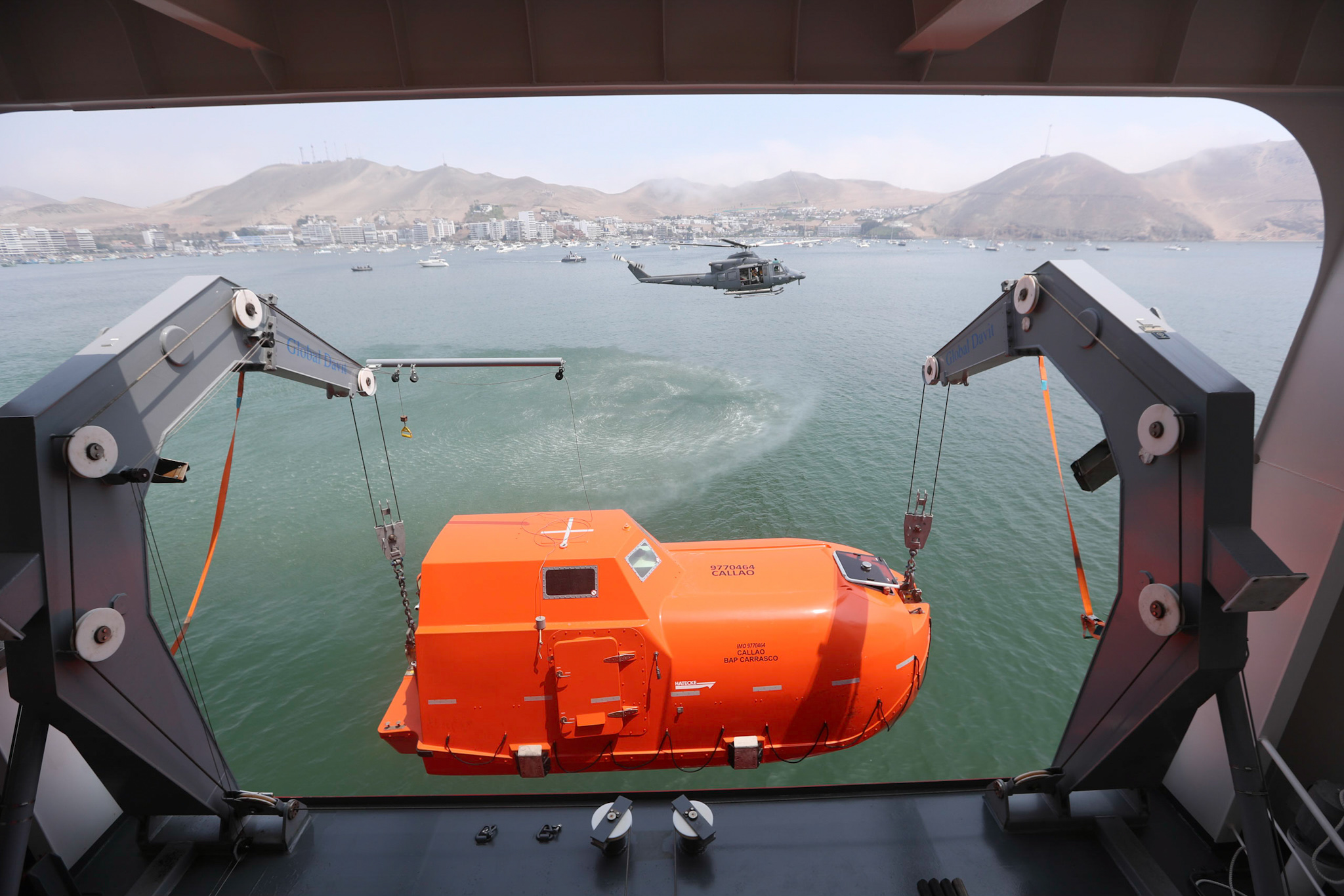
Carrascos livbåt
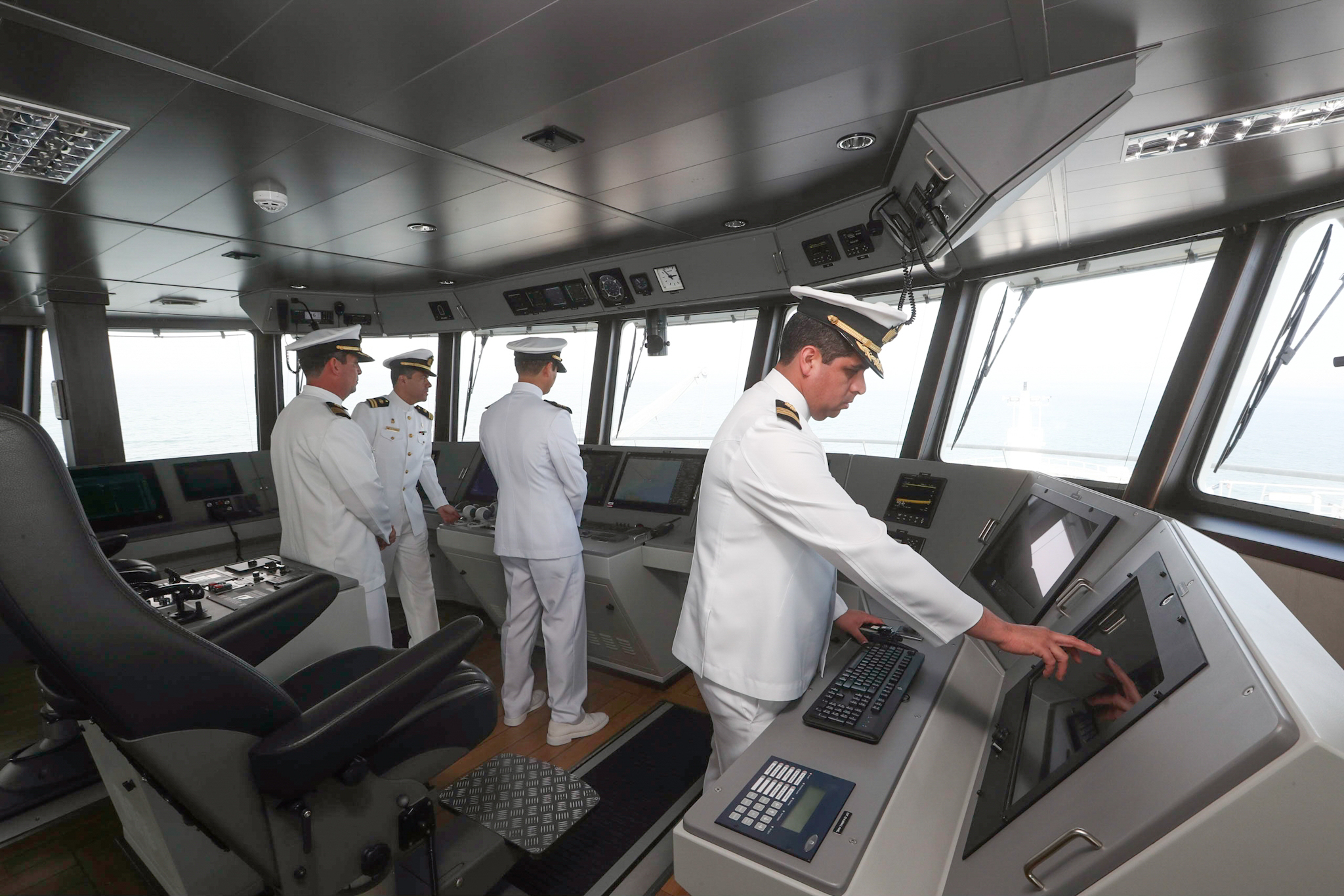
Carrascos brygga
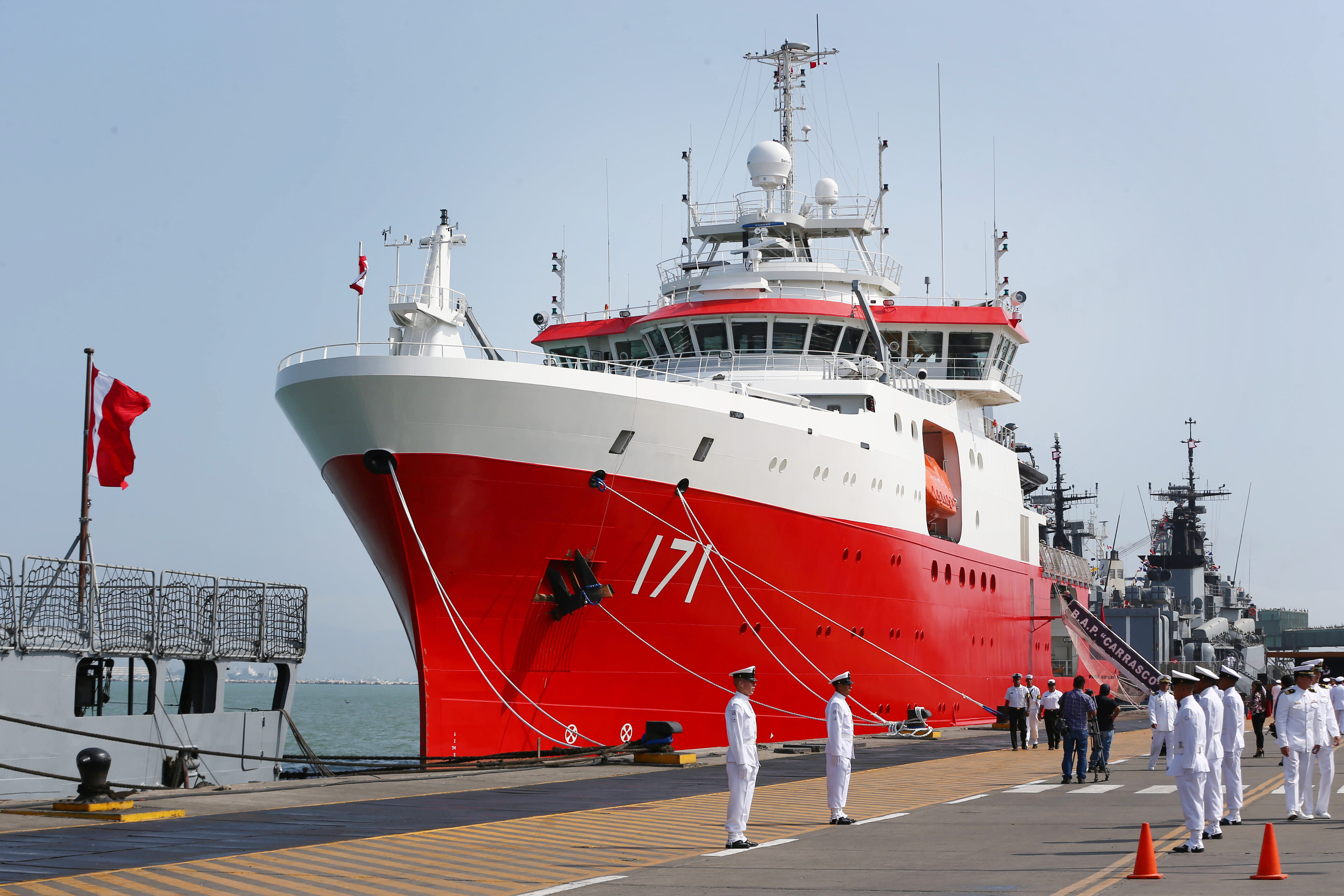
Carrasco i marinens hamn i Callao